# 石橋財団アートリサーチセンター

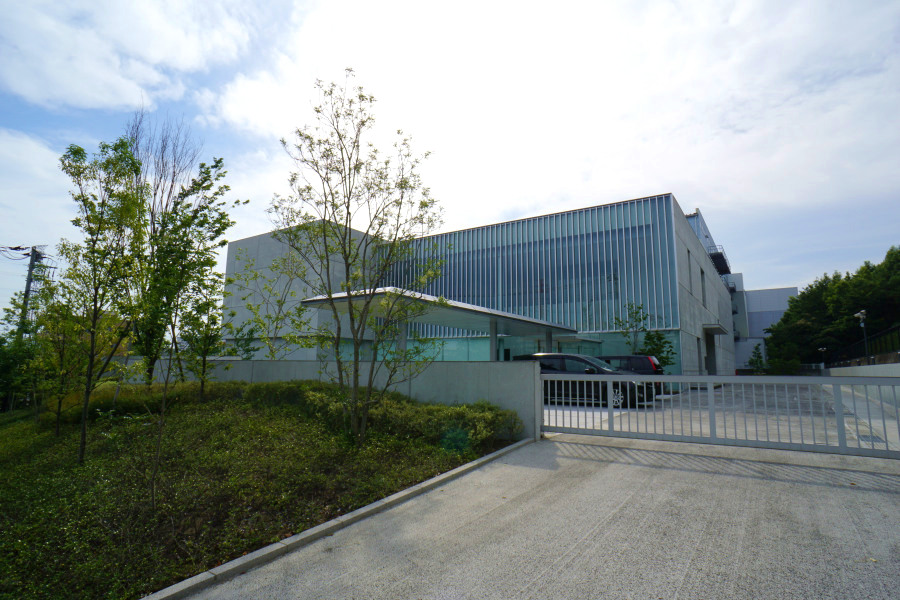
石橋財団アートリサーチセンター

石橋財団アートリサーチセンター（いしばしざいだんアートリサーチセンター、英語: Ishibashi Foundation Art Research Center）は、東京都町田市にある美術館の学術研究・作品保管施設。
通称はARC。

## 所在地
- 東京都町田市小山ヶ丘二丁目1番14号
- アクセス：京王相模原線多摩境駅より神奈中バス「多摩境通り北」バス停下車。

## 概要
2015年5月設立。ブリヂストン美術館の研究・作品保管施設として開設され、石橋財団が保持する国宝や重要文化財などを収蔵している。所蔵品は2019年秋に新しく開館するアーティゾン美術館（旧ブリヂストン美術館）にて展覧される予定。
2017年4月より、周辺の教育機関と連携した学校団体の受け入れ、子供向けのワークショップや美術講座など、財団所有の美術品を通じた「ラーニングプログラム」を開始した。

## 収蔵品

### 国宝
- 禅機図断簡（丹霞焼仏図） 因陀羅筆　1幅 紙本墨画 元時代（国宝）福岡藩黒田家伝来。

### 重要文化財
- 雪舟「四季山水図」4幅　絹本墨画淡彩　15世紀（重要文化財）福岡藩黒田家伝来で、石橋正二郎が黒田家から直接譲り受けた。
- 古今和歌集 巻第一断簡（高野切第一種）（重要文化財）福岡藩黒田家伝来。
- 青磁鉄班文瓶（飛青磁花瓶） 元時代（重要文化財）福岡藩黒田家伝来。
- 青木繁『海の幸』『わだつみのいろこの宮』
- 藤島武二『黒扇』『天平の面影』

ほかに西洋絵画など。